# Learning from Falling
Learning from Falling è l'album di debutto di Lamya (si pronuncia Làmbia), pubblicato nel 2002 dall'etichetta discografica J Records.
I brani sono prodotti dalla stessa cantante, che li ha anche composti, utilizzando poesie che aveva scritto dall'età di 11 anni.
Dall'album sono stati estratti i singoli Empires (uscito anche in Italia), che ha avuto un buon riscontro radiofonico, e Black Mona Lisa. Ha raggiunto la sedicesima posizione della classifica statunitense "Heatseekers".

## Tracce
1. Empires
2. East of Anywhere
3. Black Mona Lisa
4. Never Enough
5. Judas Kiss (Brutus Diss)
6. Full Frontal Fridays
7. I Get Cravings
8. Splitting Atoms
9. Never's Such a Long Time
10. The Woman Who
11. Perfect Girl
12. Pink Moon
13. Black Mona Lisa (Single Mix)
14. Bed I Never Made (Extra Track)